# Pediobius braconiphagus
Pediobius braconiphagus är en stekelart som först beskrevs av Jean Risbec 1951.  Pediobius braconiphagus ingår i släktet Pediobius och familjen finglanssteklar. Inga underarter finns listade i Catalogue of Life.